# Cira Baeck
Pour les articles homonymes, voir Baeck.
Cira Baeck, née le 31 janvier 1984, est une cavalière belge de reining.

## Carrière
Aux Jeux équestres mondiaux de 2010, elle est médaillée d'argent par équipe avec Bernard Fonck, Jan Boogaerts et Ann Poels.  Il en est de même aux Jeux équestres mondiaux de 2014 avec Bernard Fonck, Ann Poels et Piet Mestdagh, et aux Jeux équestres mondiaux de 2018 avec Dries Verschueren, Bernard Fonck et Ann Poels. 
En 2018, elle est devenue l'une des cavalières NRHA à remporter plus d'un million de dollars en compétition ("NRHA One Million Dollar Rider"),  : il s'agit de la deuxième femme à figurer sur cette liste, après Mandy McCutcheon en 2007, et de la première femme européenne. 